# Hrastovlje
Hrastovlje este o localitate din comuna Koper, Slovenia, cu o populație de 143 de locuitori.